# غاري كرول
غاري كرول (بالإنجليزية: Gary Kroll)‏ هو لاعب كرة قاعدة أمريكي، ولد في 8 يوليو 1941 في كولفر سيتي في الولايات المتحدة.

## وصلات خارجية
- غاري كرول على موقع دوري كرة القاعدة الرئيسي (الإنجليزية)
- غاري كرول على موقعبيزبول رفرنس.كوم (الدوري الرئيسي) (الإنجليزية)
- غاري كرول على موقعبيزبول رفرنس.كوم (الدوري الثانوي) (الإنجليزية)
- غاري كرول على موقع إي إس بي إن.كوم (أم.أل.بي) (الإنجليزية)
- غاري كرول على موقع مشجعي الرسوم البيانية (الإنجليزية)